# Wilhelm Cuno

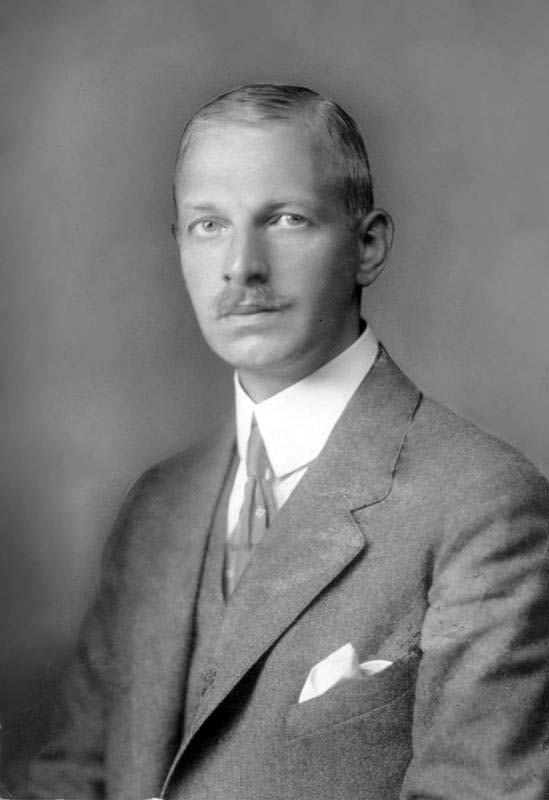
Wilhelm Cuno im Januar 1919

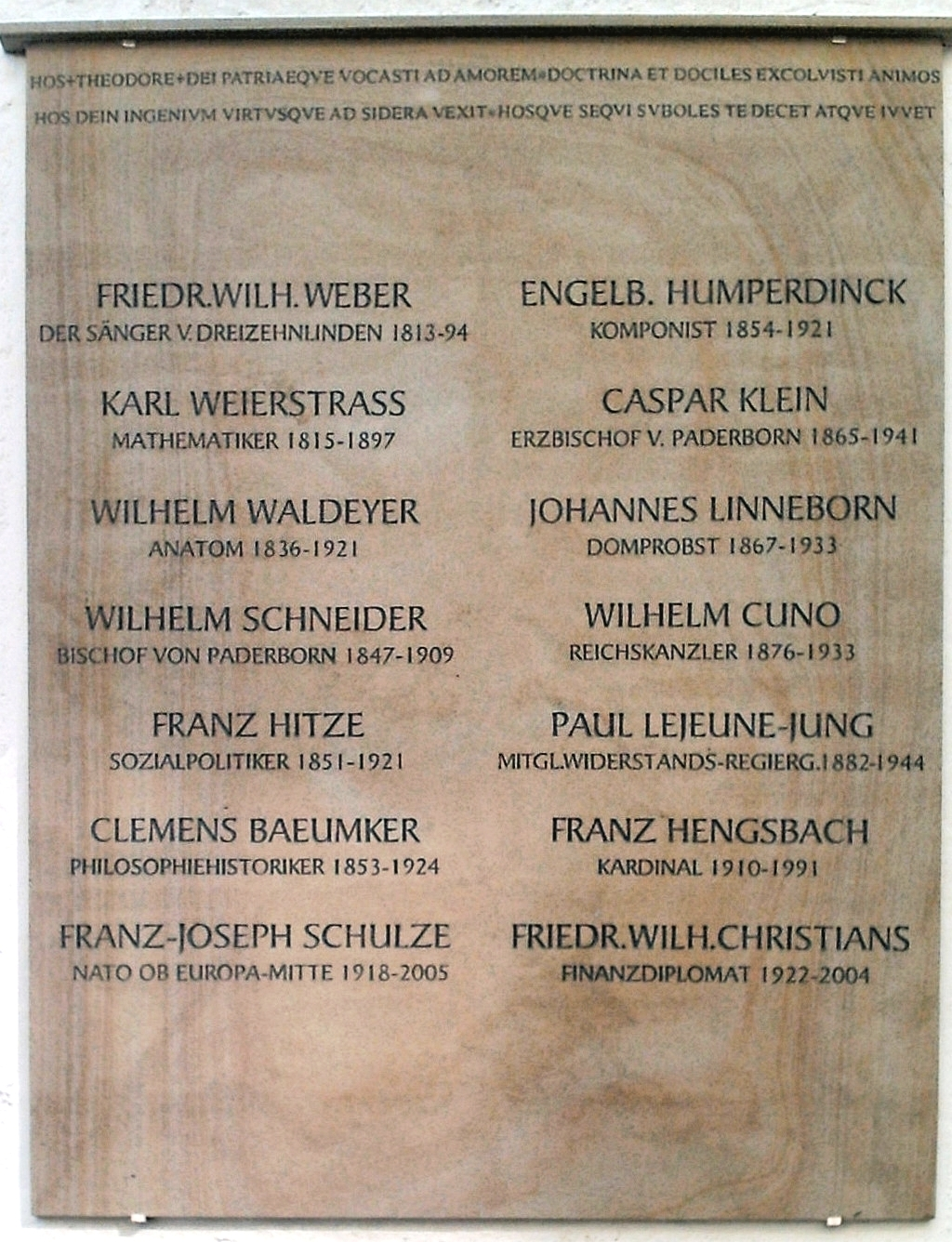
Wilhelm Cuno ist auf der Ehrentafel ehemaliger Schüler des Gymnasiums Theodorianum in Paderborn genannt. (Rechte Seite, Vierter von oben)

Carl Josef Wilhelm Cuno (* 2. Juli 1876 in Suhl; † 3. Januar 1933 in Aumühle) war ein deutscher Geschäftsmann und parteiloser Politiker. Er war vom 22. November 1922 bis 12. August 1923 deutscher Reichskanzler. Cuno vertrat konservative und wirtschaftsliberale Ansichten. Er war Direktor der HAPAG und als Wirtschaftsvertreter bei zahlreichen Konferenzen und Gremien vertreten.

## Leben

### Kaiserreich
Cuno war ältester Sohn des aus Quedlinburg gebürtigen Verwaltungsbeamten August Cuno in Suhl (preußische Provinz Sachsen, heute Thüringen), und der aus Mülheim an der Ruhr gebürtigen Catharina Elisabeth Theresia, geborene Daske (1852–1878). Der Beruf seines Vaters bedingte häufige Umzüge, weshalb Wilhelm die Gymnasien in Königsberg, Berlin und Venlo besuchte, bevor er 1897 am altsprachlich-humanistischen Theodorianum in Paderborn das Abitur ablegte. Er studierte an den Universitäten in Berlin und Heidelberg Rechtswissenschaften. Während dieser Zeit schloss er sich den Studentenverbindungen KAV Suevia Berlin und KDStV Arminia Heidelberg an. Zudem war er Mitglied der Verbindungen KDStV Winfridia (Breslau) Münster, VKDSt Rhenania Marburg und KDStV Wiking Hamburg, alle im CV. 1900 promovierte Cuno an der Universität Breslau.
Anschließend sammelte er bei verschiedenen Landgerichten Erfahrung. 1906 heiratete er die Hamburger Kaufmannstochter Martha Wirtz (* 1879). Ein Jahr darauf trat er als Regierungsassessor in die Beamtenlaufbahn ein. Als Beamter im Reichsschatzamt unter Hermann von Stengel erarbeitete Cuno Gesetzentwürfe, die er in Ausschüssen des Reichstages vertrat. Im Ersten Weltkrieg wurde er, mittlerweile zum Geheimen Regierungsrat aufgestiegen, vom Fronteinsatz freigestellt. Stattdessen leitete er bis Juli 1916 die Reichsgetreidestelle, war danach kurzzeitig Abteilungsleiter im Kriegsernährungsamt und seit Ende 1916 Leiter des Generalreferats für kriegswirtschaftliche Fragen. Dort war eines seiner Hauptarbeitsfelder das Gesetz über die Wiederherstellung der deutschen Handelsflotte, wodurch er die Bekanntschaft des Generaldirektors der HAPAG, Albert Ballin, machte. Ballin berief ihn ins Direktorium der HAPAG. Am 9. November 1918 beging Ballin, ein enger Vertrauter Kaiser Wilhelms II., aus Verzweiflung über die Novemberrevolution Suizid. Wilhelm Cuno trat am 20. Dezember 1918 Ballins Nachfolge als Generaldirektor der HAPAG an.

### Weimarer Republik
Die gesamte deutsche Schifffahrt war nach Ende des Weltkrieges in schwieriger Lage, weil viele ihrer Schiffe zu Schaden gekommen waren. Zudem beschlossen die Entente-Mächte auf der Pariser Friedenskonferenz 1919, wo Cuno als Wirtschaftssachverständiger tätig war, die Enteignung der deutschen Handelsflotte als Reparationsleistung. Ein Jahr später gelang Cuno ein Kooperationsvertrag mit den United American Lines, was den Wiederaufstieg der HAPAG ermöglichte.
Die bürgerlichen Parteien traten in dieser Zeit mehrfach an den wertkonservativen Wirtschaftsführer heran, der sich schließlich zum Beitritt in die Deutsche Volkspartei entschloss. Als diese seines Erachtens im Kapp-Putsch eine uneindeutige Haltung einnahm, trat er aus der DVP aus und blieb fortan parteilos. Reichskanzler Constantin Fehrenbach bot ihm 1920 das Finanzressort an, was Cuno ebenso ablehnte wie 1921 das Außenressort. Als Sachverständiger nahm er jedoch an der Konferenz von Genua teil. Von der Gründung im Juni 1922 bis zu seiner Ernennung zum Reichskanzler war Cuno Präsident des Übersee-Clubs in Hamburg, der den Freihandel förderte.

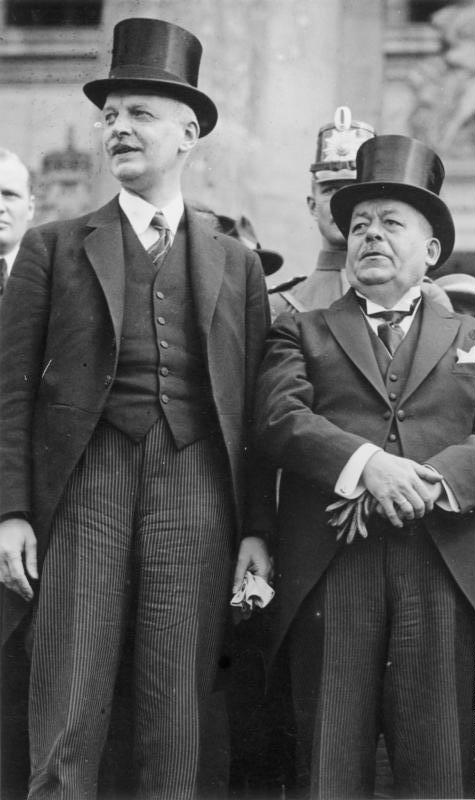
Cuno (links) mit Reichspräsident Ebert bei der Verfassungsfeier vor dem Reichstag (1923)

Nach dem Rücktritt des Reichskanzlers Joseph Wirth am 14. November 1922 bildete Cuno ein der politischen Mitte zuzuordnendes „Kabinett der Wirtschaft“, das von einer parlamentarischen Minderheit aus Zentrumspartei, Deutscher Demokratischer Partei, Deutscher Volkspartei und Bayerischer Volkspartei gestützt wurde. Am 22. November 1922 wurde er von Reichspräsident Friedrich Ebert zum Reichskanzler ernannt. Dieser Schritt erfolgte ohne parlamentarische Absprache oder Wahl, weshalb man ihn als den ersten Präsidialkanzler betrachtet. Mit diesem Schritt wollte Ebert mehrere Ziele erreichen: Die parteiliche Ungebundenheit Cunos sollte die politischen Wogen glätten und gleichzeitig die Finanzkrise des Reiches überwinden. Darüber hinaus verfügte der neue Kanzler über einflussreiche Kontakte in die USA, die die Lösung der Reparationsfrage begünstigen sollten.
Sein Versuch, die im Januar 1923 erfolgte belgisch-französische Besetzung des Ruhrgebiets, die der Eintreibung der Reparationsforderungen dienen sollte, durch passiven Widerstand zu bekämpfen, scheiterte daran, dass der Staatshaushalt durch die Ausgleichszahlungen für die Ruhrbesetzung überfordert war. Zudem nahm die Inflation ein ungekanntes Ausmaß an. Es kam mit den Cuno-Streiks im August 1923 zu massiven Protesten gegen die Regierung. Weil die Reichstagsmehrheit ein neues Kabinett forderte, trat er am 12. August 1923 nach neunmonatiger Amtszeit als Reichskanzler mit seinem Minderheitskabinett zurück.

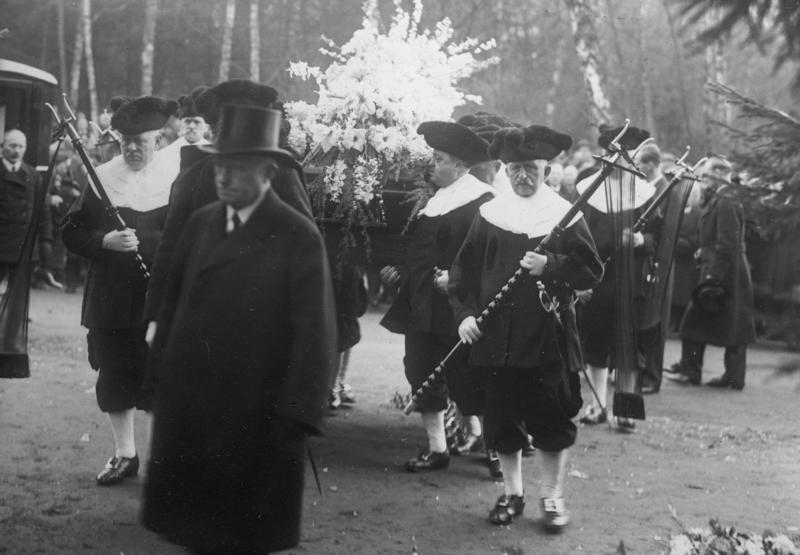
Trauerzug für Wilhelm Cuno auf dem Ohlsdorfer Friedhof in Hamburg

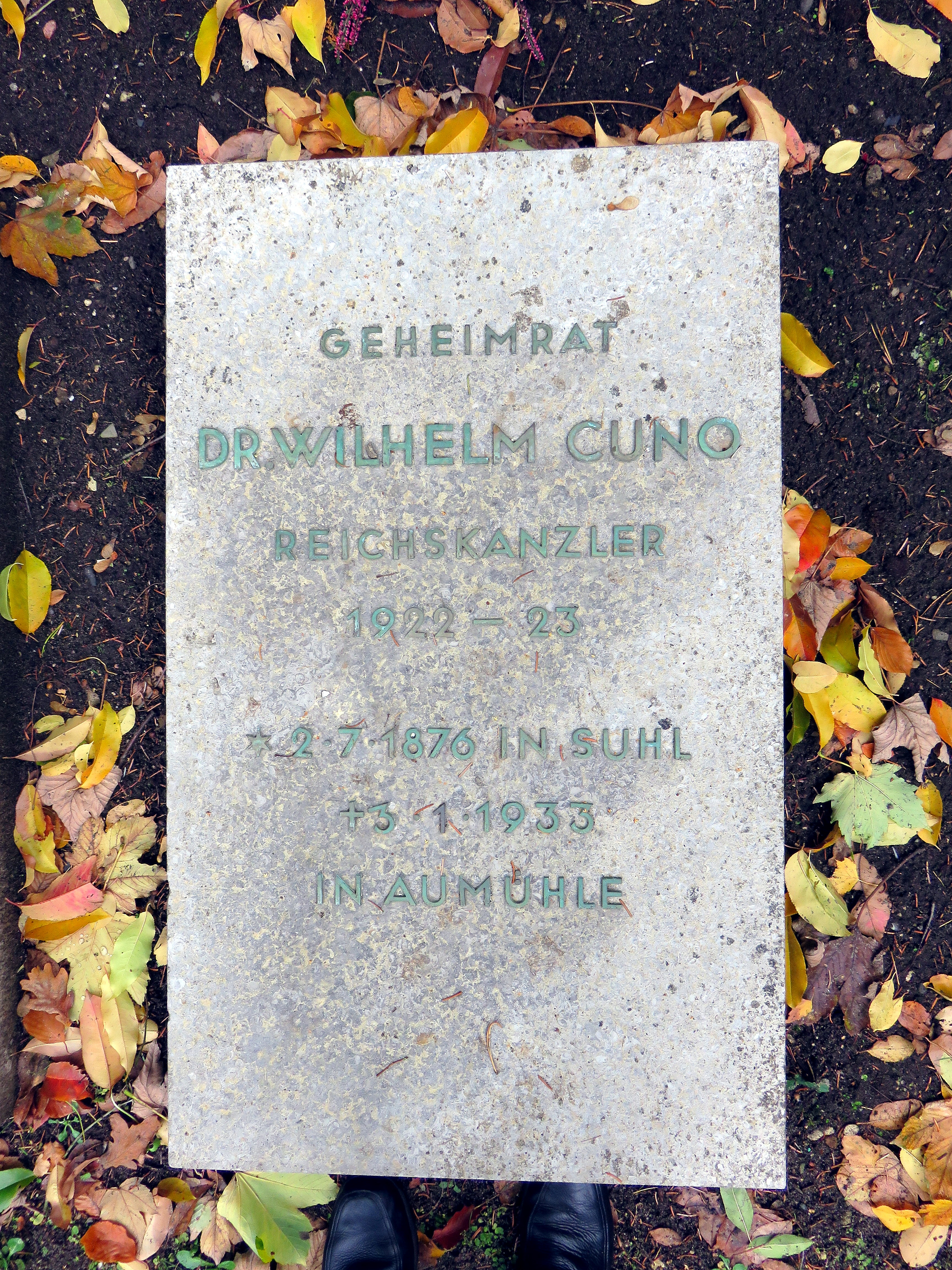
Kissenstein Wilhelm Cuno auf dem Familiengrab auf dem Friedhof Ohlsdorf

Nach seinem Rücktritt war Cuno Mitglied des Aufsichtsrats der HAPAG. 1925 wurde er als Kandidat bei der Reichspräsidentenwahl gehandelt. Da er selbst die Kandidatur Paul von Hindenburgs unterstützte, fand eine Aufstellung zur Wahl nicht statt. 1927 übernahm er erneut die Leitung der HAPAG. Im selben Jahr gründete er den ersten Rotary Club Deutschlands in Hamburg und wurde zu dessen ersten Vorsitzenden gewählt. 1930 war Cuno maßgeblich an den Verhandlungen zur Freigabe des deutschen Vermögens in den USA beteiligt. Für seine Firma erreichte er einen Unionsvertrag mit der zweitgrößten deutschen Reederei, dem Norddeutschen Lloyd.
Versuche der DVP, ihn zum Wiedereintritt zu bewegen, scheiterten. 1932 beteiligte er sich an der Gründung des Keppler-Kreises, der die NSDAP in wirtschaftlichen Fragen beriet. Einem Aufruf führender deutscher Industrieller an Reichspräsident Hindenburg, Adolf Hitler zum Reichskanzler zu ernennen, verweigerte Cuno aber seine Unterschrift. Er sah die Lösung der parlamentarischen Krise in einer überparteilichen Regierung.
Wilhelm Cuno starb 56-jährig an den Folgen eines Herzinfarktes.
Sein Bruder Ludwig (1881–1949) wurde 1923 auf Wunsch der Regierung zum Breslauer Domherrn ernannt.
Wilhelm Cuno wurde auf dem Ohlsdorfer Friedhof in Hamburg im Planquadrat Z 16 östlich vom Nordteich und nördlich der Waldstraße beigesetzt.